# انسان اقتصادی
انسان اقتصادی (انگلیسی: Homo economicus) در برخی نظریه‌های اقتصادی، به عنوان شخصی عقلانی توصیف می‌شود که به دنبال ثروت و منافع شخصی خود است. این انسان فرضی، با استفاده از قضاوت منطقی از انجام کارهای غیرضروری پرهیز می‌کند. فرض بر این بوده است که همه انسان‌ها به این شکل رفتار می‌کنند و این فرض، پایه و اساس بسیاری از نظریه‌های اقتصادی بوده است.
با این حال، بسیاری از اقتصاددانان رفتاری با این نظریه مخالف هستند و معتقدند که انسان‌ها در تصمیم‌گیری‌های خود گرایش به غیرمنطقی بودن دارند و پیش‌بینی رفتار غیرمنطقی در مورد انسان و تصمیمات اقتصادی برای مدل‌سازی اقتصادی مفیدتر است.
به‌طور کلی، انسان اقتصادی یک مدل برای رفتار انسان است که نشان می‌دهد یک فرد ظرفیت نامحدودی برای تصمیم‌گیری منطقی دارد.
این ایده، همان‌طور که در اقتصاد استفاده می‌شود، توسط جان استوارت میل در قرن نوزدهم در مقاله‌ای دربارهٔ اقتصاد سیاسی مطرح شد. نظریه میل، بسط ایده‌های دیگر اقتصاددانانی مانند آدام اسمیت و دیوید ریکاردو بود که انسان را عمدتاً به عنوان عامل اقتصادی منفعت‌طلب می‌دیدند.
با این حال، اقتصاددانان رفتاری امروزی این نظریه را رد کرده‌اند و خاطرنشان می‌کنند که انسان‌ها در واقع در فرآیندهای تصمیم‌گیری خود غیرمنطقی هستند.
تعیین اینکه چگونه انسان‌ها تصمیمات اقتصادی می‌گیرند به اقتصاددانان کمک می‌کند تا اقتصاد و چشم‌انداز آینده را مدل‌سازی کنند.

## توضیح
اصطلاح «انسان اقتصادی» در برخی نظریه‌های اقتصادی به کار می‌رود و به انسانی اشاره دارد که همواره منطقی تصمیم می‌گیرد و تنها به دنبال منافع شخصی خود است. این انسان فرضی، در پی بیشینه کردن سود و مطلوبیت خود است و برای رسیدن به این هدف، قادر به انجام محاسبات پیچیده و بررسی تمامی گزینه‌های ممکن است.
این اصطلاح، یک بازی با کلمه Homo sapiens (انسان خردمند) است که در برخی از نظریه‌های اقتصادی و در آموزش استفاده می‌شود.
در نظریه بازی‌ها، Homo economicus اغلب (اما نه لزوماً) با فرض عقلانیت کامل مدل‌سازی می‌شود. این فرض می‌کند که کنشگران همیشه به گونه‌ای عمل می‌کنند که مطلوبیت را به عنوان مصرف‌کننده و سود را به عنوان تولیدکننده به حداکثر برسانند و قادر به استنتاج‌های پیچیده دلخواه به سمت آن هدف باشند. آنها همیشه قادر خواهند بود همه نتایج ممکن را بررسی کنند و مسیری را انتخاب کنند که بهترین نتیجه ممکن را به همراه داشته باشد.
این مفهوم در تضاد با اقتصاد رفتاری است که به بررسی خطاهای شناختی و رفتارهای غیرمنطقی می‌پردازد. همچنین، در تضاد با مفهوم «عقلانیت محدود» است که بیان می‌کند محدودیت‌های ذهنی و زمانی، عقلانیت انسان را محدود می‌کند.
در نظریه بازی‌ها، انسان اقتصادی اغلب با فرض عقلانیت کامل مدل‌سازی می‌شود، به این معنی که این انسان فرضی همیشه بهترین تصمیم را برای بیشینه کردن سود خود می‌گیرد. با این حال، این مدل‌سازی لزوماً به معنای این نیست که انسان اقتصادی فقط به دنبال منافع مادی است. ترجیحات او می‌تواند شامل رفاه دیگران نیز باشد، مانند همسر یا فرزندان.
در کل، مفهوم انسان اقتصادی یک مدل ساده‌شده از رفتار انسان است که می‌تواند در برخی زمینه‌ها مفید باشد، اما محدودیت‌های خود را نیز دارد. این مفهوم، پیچیدگی‌های رفتار انسان و تأثیر عوامل مختلف بر تصمیم‌گیری را نادیده می‌گیرد.